# Andrej Engel
Andrej Engel (ur. 10 lutego 1910 w Bańskiej Szczawnicy, zm. 3 grudnia 1991 w Malmö) – słowacki lekkoatleta reprezentujący Czechosłowację, sprinter, olimpijczyk z 1932.
Wystąpił na igrzyskach olimpijskich w 1932 w Los Angeles. W biegu na 100 metrów odpadł w ćwierćfinale, a w biegu na 200 metrówq w eliminacjach. Zwyciężył w biegu na 200 metrów i zdobył brązowy medal w sztafecie 4 × 100 metrów na akademickich mistrzostwach świata w 1933 w Turynie.
Był mistrzem Czechosłowacji w biegu na 100 metrów w 1929, 1931, 1932 i 1934, w biegu na 200 metrów w 1931, 1932 i 1934 oraz w sztafecie 4 × 100 metrów w 1931 i 1932, wicemistrzem w sztafecie 4 × 100 metrów w 1930, a także brązowym medalistą w biegu na 100 metrów w 1933 i 1935, w biegu na 200 metrów w 1933 oraz w skoku w dal w 1929.
Dwukrotnie poprawiał rekord Czechosłowacji w biegu na 100 metrów do czasu 10,6 s uzyskanego 23 czerwca 1934 w Pradze, dwyukrotnie w biegu na 200 metrów do wyniku 21,8 s, osiągniętego 24 czerwca 1934 w Pradze, raz w sztafecie 4 × 100 metrów rezultatem 42,8 s (31 sierpnia 1929 w Warszawie) i raz w sztafecie 4 × 400 metrów czasem 3:27,8 (14 września 1930 w Brnie|).
Przed II wojną światową wyemigrował do Szwecji.